# Văn Sính
Văn Sính (chữ Hán:文聘, bính âm: Wen Ping) tự Trọng Nghiệp (仲業) là một tướng lĩnh thủy quân nhà Tào Ngụy trong thời kỳ Tam Quốc của Lịch sử Trung Quốc. Ông phục vụ dưới trướng của Tào Tháo và được biết đến với công sức bao vây tấn công Quan Vũ và sau đó là chiến đấu chống lại các lực lượng quân sự ở phía Đông do Tôn Quyền lãnh đạo. Với công trạng đánh bại Quan Vũ, ông được phong tước Diên Thọ Đình hầu và chức Thảo nghịch tướng quân.

## Tiểu sử
Văn Sính là người thuộc huyện Uyển thuộc quận Nam Dương. Văn Sính khởi đầu sự nghiệp phục vụ dưới trướng của Lưu Biểu, được phong làm đại tướng và trấn giữ phương Bắc.
Lưu Biểu mất, con là Lưu Tông lên kế vị, lúc này Tào Tháo đem quân đi đánh Kinh châu. Lưu Tông đầu hàng Tào Tháo, Văn Sính về phục vụ dưới trướng Tào Tháo. Tào Tháo giao binh Quyền cho Văn Sính. Trong trận Trường Bản, Văn Sính cùng với Tào Thuần đuổi đánh Lưu Bị.
Cuối năm 208, Văn Sính trong số các tướng lĩnh theo Tào Tháo đánh Tôn Quyền nhưng bị thất bại trong trận Xích Bích. Sau đó, Tào Tháo phong Văn Sính làm Thái thú Giang Hạ là nơi tiếp giáp với Đông Ngô, sai coi giữ quân phương Bắc, uỷ thác các việc nơi biên cảnh, ban cho tước Quan nội hầu.
Về sau, Văn Sính cùng với Nhạc Tiến đánh Quan Vũ ở Tầm Khẩu lập được công lao và được tấn phong tước Diên Thọ Đình hầu và chức Thảo nghịch tướng quân.
Năm 220, Tào Phi phế Hán Hiến Đế lên ngôi, thăng Văn Sính tước Trường An Hương hầu, cho Giả tiết. Ông giúp Hạ Hầu Thượng vây Giang Lăng của Đông Ngô. Hạ Hầu Thượng sai Văn Sính cầm riêng một cánh quân đóng ở Miện Khẩu, chống giữ Thạch Phạm. Ông tự gánh vác một đội quân, ngăn giặc lập công, được thăng làm Hậu tướng quân, tước Tân Dã hầu.
Tôn Quyền thân chinh đưa năm vạn quân đến vây Văn Sính ở Thạch Dương. Văn Sính kiên quyết cố thủ, Tôn Quyền đóng giữ hơn hai mươi ngày phải lui về. Văn Sính mang quân truy kích đánh tan quân Ngô.
Văn Sính trấn thủ Giang Hạ mấy chục năm, rất có ân uy, bên ngoài Đông Ngô nể sợ. Nhà Tào Ngụy chia thực ấp của ông và phong cho con ông là Văn Đại làm Liệt hầu và ban cho cháu họ của ông là Văn Hậu tước Quan nội hầu.
Sau này Văn Sính qua đời không rõ năm nào, được ban thuỵ là Tráng hầu.

## Trong Tam Quốc diễn nghĩa
Văn Sính trong tiểu thuyết Tam Quốc diễn nghĩa của La Quán Trung được mô tả gần giống như sử sách. Ông được nhắc đến lần đầu khi đánh nhau với Ngụy Diên dưới chân thành Tương Dương khi Ngụy Diên muốn đón rước Lưu Bị còn Văn Sính lại trung thành với Lưu Tông. Sau đó khi Lưu Tông hàng Tào, Văn Sính bất đắc dĩ đến quy hàng Tào Tháo, khóc vào ra mắt. Sau đó Văn Sính bị trúng tên của quân Ngô trong trận Xích Bích.